# Hashtag

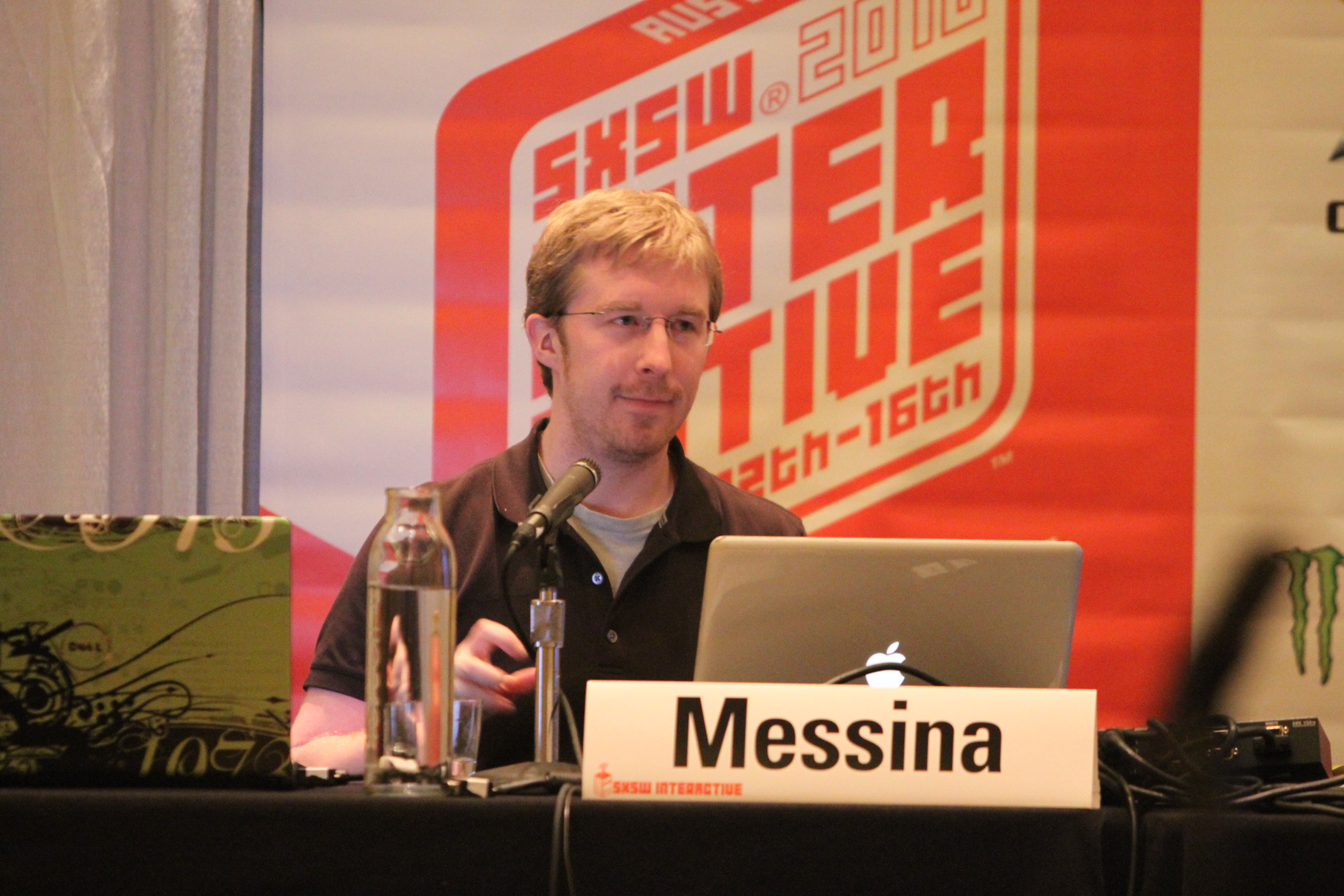
Chris Messina, người phát minh ra hashtag

Ví dụ hashtag

Hashtag, được giới thiệu bằng ký hiệu số hoặc ký hiệu băm, #, là một loại thẻ siêu dữ liệu được sử dụng trên các mạng xã hội như Twitter và các dịch vụ blog khác. Nó cho phép người dùng áp dụng tính năng gắn thẻ do người dùng tạo, giúp người dùng khác dễ dàng tìm thấy bài viết/thư có chủ đề hoặc nội dung cụ thể. Người dùng tạo và sử dụng hashtag bằng cách đặt biểu tượng băm trước một từ hoặc cụm từ không được đặt trong tin nhắn. Các hashtag có thể chứa các chữ cái, chữ số và dấu gạch dưới. Tìm kiếm hashtag đó mang lại mỗi thông điệp mà ai đó đã gắn thẻ với nó. Do đó, một kho lưu trữ hashtag được thu thập thành một luồng dưới cùng một hashtag. Ví dụ: trên dịch vụ chia sẻ ảnh Instagram, hashtag #bluesky cho phép người dùng tìm thấy tất cả các bài đăng đã được gắn thẻ bằng cách sử dụng hashtag đó.
Việc sử dụng hashtags lần đầu tiên được Chris Messina đề xuất trong một tweet năm 2007,, mặc dù ban đầu được Twitter giải thích như là một "thứ dành cho mọt sách", cuối cùng đã dẫn đến việc sử dụng chúng nhanh chóng trở nên phổ biến trên toàn nền tảng này. Messina, người không cố gắng cấp bằng sáng chế cho việc sử dụng vì anh ta cảm thấy "chúng được sinh ra từ internet và không thuộc sở hữu của ai", sau đó đã được ghi nhận là cha đỡ đầu của hashtag. Đến cuối thập kỷ, các hashtag có thể được nhìn thấy ở hầu hết các nền tảng truyền thông xã hội mới nổi cũng như Instagram, Facebook, Reddit và YouTube - đến mức Instagram phải chính thức đặt giới hạn "30 hashtag" trên các bài đăng của mình để ngăn chặn mọi người không lạm dụng việc sử dụng hashtag, một giới hạn mà cuối cùng người dùng Instagram đã tránh né bằng cách đăng các hashtag trong phần bình luận của bài đăng của họ. Tính đến năm 2018, hơn 85% trong số 50 trang web hàng đầu về lưu lượng truy cập trên Internet sử dụng hashtags  và việc sử dụng chúng là phổ biến bởi thế hệ millennials, thế hệ Z, chính trị gia, người có ảnh hưởng và người nổi tiếng trên toàn thế giới. Do được sử dụng rộng rãi, hashtag đã được thêm vào Từ điển tiếng Anh Oxford vào tháng 6 năm 2014. Thuật ngữ hashtag đôi khi được sử dụng sai để chỉ chính biểu tượng băm khi được sử dụng trong ngữ cảnh của hashtag. Phân loại chính thức có thể được phát triển từ phân loại cổ điển của dữ liệu khiến máy có thể đọc được bằng cách đánh dấu mà hashtags cung cấp. Quá trình này được gọi là folksonomy.
Cuộc thi Hoa hậu Trái Đất cũng áp dụng phần thi ứng xử dựa trên công cụ Hashtag này. Thí sinh sẽ bốc thăm những cụm từ gắn liền với hashtag rồi phát biểu suy nghĩ về chủ đề đó. Phần thi này bắt đầu từ năm 2016.